# Shirley aviatrice
Pour les articles homonymes, voir Bright Eyes.
Pour plus de détails, voir Fiche technique et Distribution.
Shirley aviatrice (Bright Eyes) est un film américain en noir et blanc réalisé par David Butler, sorti en 1934.

## Synopsis
Shirley Blake, cinq ans, est la fille d'une servante qui est employée dans la maison des Smythe. Le père de Shirley était aviateur mais il est malheureusement mort. Shirley est depuis habituée à aller à l'aéroport où elle va voir son parrain James "Loop" Merrit. Le jour de Noël (et aussi le jour de l'anniversaire de la petite fille aux cheveux bouclés) arrive un grand accident. Shirley est conviée à une fête avec les aviateurs et danse dans l'avion On the Good Ship Lollipop et s'amuse beaucoup. En voulant la rejoindre, la mère de Shirley, Mary Blake se fait écraser par une voiture. Shirley est désormais déchirée entre Loop, Mr. Smith, l'oncle des Smythe appelé aussi l'oncle Ned et les Smythe pour l'adoption. Loop avait été autrefois amoureux d'une fille qu'il a quitté. Celle-ci vient par une coïncidence chez les Smythe et retrouve Loop. Finalement, Loop épouse la fille qu'il aime encore et va garder Shirley avec l'oncle Ned. Les Smythe s'en vont et le film s'arrête.

## Fiche technique
- Réalisation : David Butler
- Scénario : David Butler et Edwin J. Burke
- Chef opérateur : Arthur C. Miller
- Musique : Richard A. Whiting, David Buttolph (non crédité)
- Photographie : Arthur C. Miller
- Montage :
- Costumes : Royer
- Lieu de tournage : à l'aéroport Grand Central Airport de Glendale (Californie).
- Producteur : Sol M. Wurtzel
- Société de production et de distribution : Fox Film
- Pays de production :  États-Unis
- Langue originale : anglais américain
- Format : noir et blanc — 35 mm — 1,37:1 — son : mono (Western Electric Noiseless Recording)
- Genre : comédie dramatique, comédie musicale
- Durée : 83 minutes
- Date de sortie :
  - États-Unis : 28 décembre 1934

## Distribution
- Shirley Temple : Shirley Blake
- James Dunn : James 'Loop' Merritt

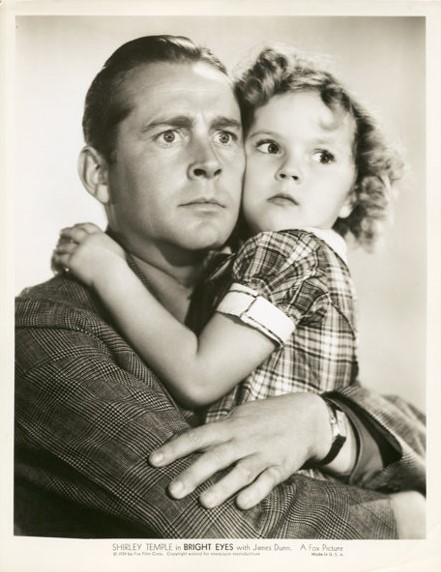
Shirley Temple et James Dunn.

- Jane Darwell : Mrs. Elizabeth Higgins
- Judith Allen : Adele Martin
- Lois Wilson : Mary Blake
- Charles Sellon : oncle Ned Smith
- Theodor von Eltz : J. Wellington Smythe
- Dorothy Christy : Anita Smythe
- Jane Withers : Joy Smythe, leur odieuse fille
- Walter Johnson : Thomas, le chauffeur
- Brandon Hurst : Higgins
- George Irving : le juge Thompson

## Production
En 1934, le studio de cinéma Fox a urgemment besoin d'un succès cinématographique pour éviter la faillite. Il place tous ses espoirs dans le film Shirley aviatrice et en Shirley Temple car les films précédents de Shirley avaient tous été des réussites. Et, de fait, le film se révèle être un succès au box-office : il sauve la Fox de la faillite et fait de Shirley Temple la plus grande enfant star de Hollywood.
 
La scène dans laquelle la petite Temple chante l'unique chanson du film, On the Good Ship Lollipop, devant quelques pilotes de l'avion, est devenue particulièrement célèbre. David Butler, qui tournait régulièrement des films avec Shirley Temple dans les années 1930, était chargé de la réalisation et de l'écriture du film. L'idée du film lui est venue de son enfance : sa riche famille avait également embauché une femme de chambre écossaise, quoique sans fille.
Dans le second rôle du film : Jane Withers, qui incarne, au côté de Shirley Temple, l'odieuse fillette Joy Smythe. De deux ans plus âgée que Shirley, Jane avait déjà beaucoup tourné et depuis longtemps mais n'avait eu que de petits rôles. Sa remarquable prestation dans Shirley aviatrice lui permet de percer en tant qu'enfant star. Après ce film, elle obtient des rôles principaux (souvent de fillettes sympathiques). Cela fait de Jane Withers l'actrice juvénile la plus titrée des années 1930 après Shirley Temple.
Le chien Terry qui joue avec Shirley dans le film – et pour qui c'était l'un des premiers films – est devenu plus tard célèbre grâce au rôle de Toto le chien dans Le Magicien d'Oz (1939) au côté de Judy Garland.

## Chansons
- On the Good Ship Lollipop
- Silent Night
- The Man on the Flying Trapeze
- Jingle Bells